# Storcha
Storcha (górnołuż. Baćoń) – dzielnica gminy Göda we wschodnich Niemczech, w kraju związkowym Saksonia, w okręgu administracyjnym Drezno, w powiecie Budziszyn, Od 1 marca 1994 przyłączona do gminy. Storcha leży w Górnych Łużycach, wlicza się do miejscowości typowo serbołużyckich. Według danych z 2009 roku populacja dzielnicy wynosi 87 mieszkańców.
Storcha znajduje się ok. 12 kilometrów na północny zachód od stolicy powiatu - Budziszyna, na wysokości 202 m n.p.m. Dzielnica wznosi się na ponad 40 metrów względem brzegów rzeki Hoyerswerdaer Schwarzwasser, która płynie w kierunku wschodnim. Z tego też względu zabudowania mieszkalne wsi widoczne są dobrze z kierunku wschodniego już z daleka.
Nazwa niemiecka "Storcha" jest tłumaczeniem górnołużyckiej, która oznacza bociana. Dawniej używano zgermanizowanych nazw Bathin, Baten.
W roku 1925 Storcha zamieszkana była przez 92 osób, z których 79 było wyznawcami wiary katolickiej, a 13 protestanckiej. Do katolickiej gminy kościelnej należy dzisiaj 30 miejscowości, jak również kościół filialny w Schmochtitz, dzisiejszej dzielnicy Budziszyna. Według danych statystycznych na temat Serbów Łużyckich w Górnych Łużycach, sporządzonej przez Arnošta Mukę w latach osiemdziesiątych XIX wieku, Storcha zamieszkiwana była wówczas przez 89 osób, w tym 88 Łużyczan i jednego Niemca.